# Corrientes (provins)
Corrientes (Provincia de Corrientes) är en provins som ligger nordöstra Argentina. Huvudstaden heter Corrientes.
Provinsen har en befolkning på 930 991 (2001) och har en yta på 88 199 km². Corrientes gränsar till Paraguay, Misiones, Brasilien samt provinserna Entre Ríos, Santa Fe och Chaco.

## Administrativ indelning
Provinsen är indelad i tjugofem departement, departamentos och med respektive departementshuvudstad.
1. Bella Vista (Bella Vista)
2. Berón de Astrada (Berón de Astrada)
3. Capital (Corrientes)
4. Concepción (Concepción)
5. Curuzú Cuatía  (Curuzú Cuatiá)
6. Empedrado  (Empedrado)
7. Esquina (Esquina)
8. General Alvear (Alvear)
9. General Paz (Nuestra Señora del Rosario de Caá Catí)
10. Goya (Goya)
11. Itatí (Itatí)
12. Ituzaingó (Ituzaingó)
13. Lavalle (Lavalle)
14. Mburucuyá (Mburucuyá)
15. Mercedes (Mercedes)
16. Monte Caseros (Monte Caseros)
17. Paso de los Libres  (Paso de los Libres)
18. Saladas (Saladas)
19. San Cosme (San Cosme)
20. San Luis del Palmar  (San Luis del Palmar)
21. San Martín (La Cruz)
22. San Miguel (San Miguel)
23. San Roque (San Roque)
24. Santo Tomé (Santo Tomé)
25. Sauce (Sauce)